# Nicoletta Vallorani
Nicoletta Vallorani, née le 7 février 1959 à Offida dans la région de Marches, est une romancière italienne de science-fiction féministe.

## Biographie
Licenciée d'anglais et spécialiste de la littérature anglo-américaine, elle est un temps collaboratrice de l'Université de Milan. Traductrice, notamment de nouvelles de science-fiction, et professeur d’anglais, elle débute comme écrivain en 1992 avec le roman de science-fiction Il cuore finto di DR traduit en français sous le titre Replicante et avec lequel elle remporte le Prix Urania. Elle écrit son premier roman noir Dentro la notte e ciao (Trois p'tites nuits et puis s'en vont) en 1995 et ses premiers textes à l’attention de la jeunesse en 1997. Ses trois premiers romans noirs, qui se déroulent dans un Milan inquiétant, mêlent fantastique, science-fiction et intrigues policières. Ils ont été publiés en France dans la Série noire.

## Œuvre

### Romans noirs
- Dentro la notte e ciao (1995) Publié en français sous le titre Trois p'tites nuits et puis s'en vont, Paris, Gallimard, Série noire no 2492, 1998, traduction d’Arlette Lauterbach.
- La fidanzata di Zorro (1996) Publié en français sous le titre La Fiancée de Zorro, Paris, Gallimard, Série noire no 2567, 2000, traduction d’Arlette Lauterbach.
- Cuore meticcio (1998) Publié en français sous le titre Cœur métis, Paris, Gallimard, Série noire no 2567, 2002, traduction d’Arlette Lauterbach.
- Le sorelle sciacallo (1999)
- Eva (2002)
- Visto dal cielo (2004)
- Lapponi e criceti (2010)
- Le madri cattive (2011)

### Science-fiction
- Il cuore finto di DR (1992) Publié en français sous le titre Replicante, Paris, Rivages/Payot, coll. Payot SF, 2000, traduction de Jacques Barberi.
- Dreambox (1997)
- I misti di Sur (1998)
- Darjee (1999)
- Sulla sabbia di Sur (2002)

### Littérature d’enfance et de jeunesse
- Luca De Luca detto Lince (1997)
- Pagnotta e i suoi fratelli (1997)
- Achab e Azul (1997) Publié en français sous le titre Achab et Azul, Paris, Gallimard Jeunesse, coll. Page blanche, 1999, traduction de Diane Ménard.
- Un mistero cirillico (1998)
- Occhi di lupo (2000)
- La mappa del male (2000) (avec Barbara Garlaschelli)
- Come una balena (2000)
- La fatona (2002)

### Nouvelles (traduites en français)
- Choukra (1997) Publié en français sous le titre Choukra in Fragments d’un miroir brisé, Paris, Rivages/Payot, coll. Payot SF, 1999, réédition Pocket, 2001.
- Snuff Movie (1997) Publié en français sous le titre Snuff Movie dans la revue Galaxies no 4, 2009.
- Cybo (1999) Publié en français sous le titre Cybo in Cosmic Erotica, Paris, J'ai lu, Millénaires, 2000.
- Floopy libera tutti (2000) Publié en français sous le titre Celle qui libère in Utopiae, Paris, L’Atalante, 2000.
- Pasolini’s Shadow (2011) Publié en français sous le titre L’Ombre de Pasolini in Rome Noir, Paris, Folio policier no 693, 2013.

## Prix et distinctions notables
- Prix Urania 1992 pour le roman de science-fiction Il cuore finto di DR.

## Sources
- Claude Mesplède (dir.), Dictionnaire des littératures policières, vol. 2 : J - Z, Nantes, Joseph K, coll. « Temps noir », 2007, 1086 p. (ISBN 978-2-910-68645-1, OCLC 315873361), p. 931-932.